# (17432) 1989 SR
(17432) 1989 SR là một tiểu hành tinh vành đai chính. Nó được phát hiện bởi Seiji Ueda và Hiroshi Kaneda ở Kushiro, Hokkaidō, Nhật Bản, ngày 29 tháng 9 năm 1989.